# Malloum Adam Abbas el-Hadj
Malloum Adam Abbas el-Hadj (ur. 12 kwietnia 1971 w Jaunde) – kameruński siatkarz, gra na pozycji środkowego.
Debiutował w klubie Cenajes VB. Obecnie reprezentuje barwy FAP VB.